# Allée de la Comtesse-de-Ségur
L'allée de la Comtesse-de-Ségur est une voie du 8e arrondissement de Paris.

## Situation et accès
L'allée de la Comtesse-de-Ségur est une voie publique située dans le 8e arrondissement de Paris située dans le parc Monceau. Elle commence avenue Velasquez et se termine avenue Van-Dyck.

## Origine du nom

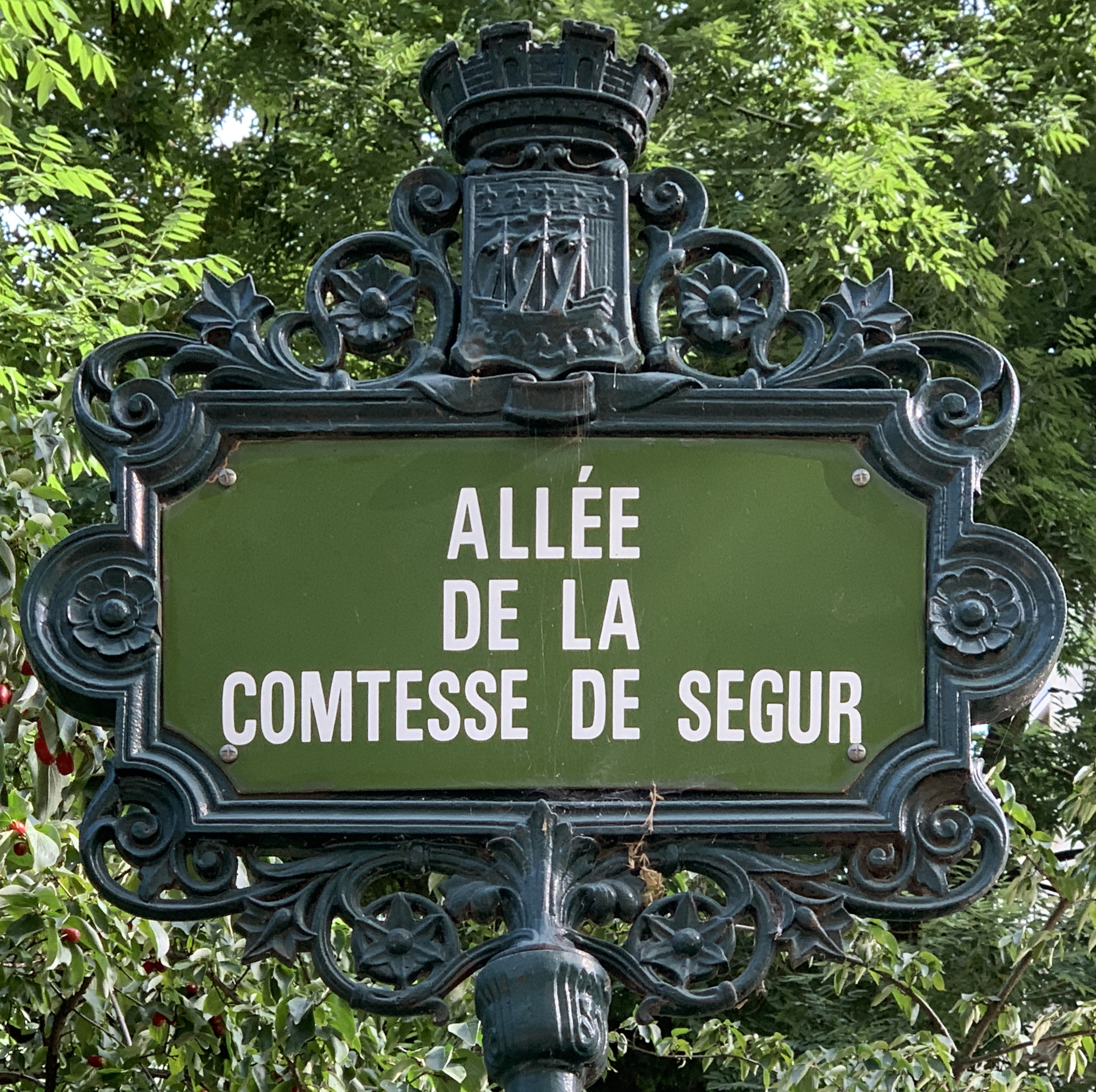
Plaque de l'allée.

Elle porte le nom de Sophie Rostopchine, comtesse de Ségur (1799-1874), écrivain pour enfants.

## Historique
Précédemment dénommée « allée Velasquez », elle prend sa dénomination actuelle par un arrêté municipal du 30 août 1978.

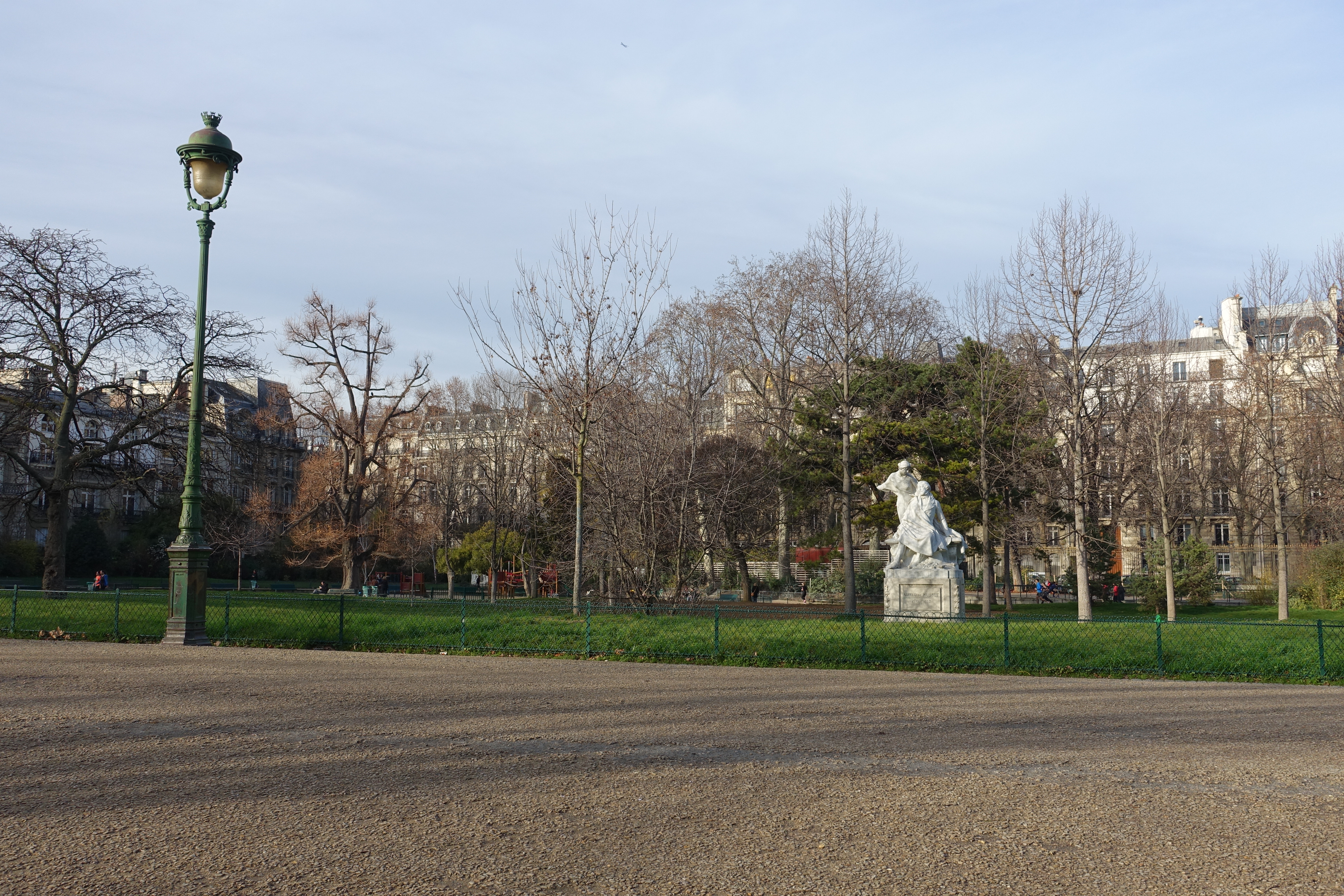
Statue d'Alfred de Musset par Mercié (1906), au bord de l'allée.